# Culicoides carpenteri
Culicoides carpenteri är en tvåvingeart som beskrevs av Wirth och Blanton 1953. Culicoides carpenteri ingår i släktet Culicoides och familjen svidknott.
Artens utbredningsområde är Panama. Inga underarter finns listade i Catalogue of Life.